# Argumentum ad Populum
Зве́рнення до популя́рної ду́мки (лат. argumentum ad populum, дослівно: звернення до народу, аудиторії) — логічна хиба, коли деяке твердження вважається вірним, тому що таким його вважають усі або більшість людей. 
Ця хиба належить до улюблених інструментів пропагандистів, демагогів та спеціалістів з реклами, разом зі зверненням до авторитету або до страху. Зіткнувшись із завданням мобілізації громадських почуттів за чи проти конкретних урядових заходів, пропагандист уникатиме тривалого та ризиковного процесу збирання та презентування доказів та раціонального аргументування, звернувшись натомість до коротших та, достатньо часто, ефективніших методів ad populum. 
Як і у випадку більшості неформальних логічних хиб, використання хибної аргументації не є доказом невірності самого твердження, але відсутності коректних, з погляду логіки, аргументів на його користь. Зауваження «з погляду логіки» є суттєвим, оскільки в риториці така аргументація часто є коректною та цілком допустимою.

## Приклади
Як зразок використання хиби argumentum ad populum для досягнення певної мети, можна навести кампанію протесту The Humane Society of the United States проти рішення уряду Канади відновити полювання на морських котиків у 2005 році. Як засіб досягнення масової підтримки, HSUS обрала не презентацію раціональних аргументів на користь заборони полювання, а кампанію презентування дуже графічних фотографій самого процесу полювання, що є шокувальними для більшості міських жителів. Раціональна аргументація уряду Канади не зустріла еквівалентної раціональної аргументації з боку HSUS, та виявилась програшною, порівнюючи із «аргументацією» ad populum.